# Walk of Life
Walk of Life è una canzone dei Dire Straits, pubblicata come singolo dall'album Brothers in Arms nel 1985. La canzone ebbe il ruolo di brano d'apertura nella maggior parte dei concerti della band negli anni successivi ed è arrivata in prima posizione in Irlanda, in seconda nel Regno Unito, in terza in Nuova Zelanda ed in settima in Canada e nella Billboard Hot 100.

## Descrizione
Come quasi tutti i brani della rock band britannica, è stata composta dal solo Mark Knopfler. Questi spiegò che l'espressione contenuta nel titolo ("walk of life") tradizionalmente si riferiva ai viaggi che i cantastorie intraprendevano, spostandosi di città in città. Non a caso, infatti, il videoclip della canzone, nella versione trasmessa in Europa, ha come protagonista un musicista da strada che si esibisce e veste la stessa camicia che Knopfler era solito indossare durante i concerti del gruppo. La versione americana del video, invece, è composta da scene esilaranti tratte da partite degli sport tradizionali statunitensi (baseball, basket e football americano). Esistono ipotesi secondo le quali il protagonista della canzone sarebbe ispirato al celebre "Johnny B. Goode" di Chuck Berry.
Il brano, basato su un ritmo rock and roll classico con accordi semplici ed essenziali, è caratterizzato da un tono decisamente allegro e spensierato. Per questa ragione, il co-produttore della band Neil Dorfsman propose di escluderlo dall'album Brothers in Arms, che al contrario si presentava come un lavoro prevalentemente introspettivo e focalizzato anche sul tema della guerra. Nonostante questo, i Dire Straits erano di un parere diverso e decisero comunque di inserire la canzone nel loro album del 1985.
Walk of Life è stata trasmessa come wake-up call all'equipaggio dello Space Shuttle Discovery all'inizio del giorno 7 di volo della missione STS-114 (1º agosto 2005).
In Italia la base di questo brano è stata usata per molti anni dalla Gialappa's Band durante la loro trasmissione Mai dire Gol come colonna sonora della rubrica "Questo lo segnavo anch'io", in cui venivano presi in giro i calciatori che durante la giornata calcistica erano riusciti a fallire, per sfortuna o talvolta per vera e propria inettitudine, delle occasioni da rete clamorose.

## Classifiche
| Classifica (1985)                | Posizione massima |
| -------------------------------- | ----------------- |
| Australia                        | 11                |
| Austria                          | 18                |
| Belgio (Fiandre)                 | 32                |
| Canada                           | 7                 |
| Francia                          | 42                |
| Germania                         | 15                |
| Irlanda                          | 1                 |
| Nuova Zelanda                    | 3                 |
| Paesi Bassi                      | 17                |
| Regno Unito                      | 2                 |
| Spagna                           | 13                |
| Stati Uniti                      | 7                 |
| Stati Uniti (adult contemporary) | 4                 |
| Stati Uniti (mainstream rock)    | 6                 |
| Svizzera                         | 24                |